# Meredith McGrath
Meredith McGrath (* 28. April 1971 in Midland, Michigan) ist eine ehemalige US-amerikanische Tennisspielerin.

## Karriere
McGrath spielte 1988 erstmals auf der WTA Tour. In ihrer Karriere gewann sie dort drei Einzeltitel: 1994 beim Hartplatzturnier in Oklahoma City und beim Rasenturnier von Eastbourne; 1996 gewann sie noch das Turnier in Birmingham, das ebenfalls auf Rasen gespielt wird.
Weitaus größeren Erfolg hatte McGrath im Damendoppel, sie gewann insgesamt 25 WTA-Turniere. 1995 sicherte sie sich bei den US Open ihren einzigen Grand-Slam-Titel, im Mixed an der Seite von Matt Lucena.

## Turniersiege

### Einzel
| Nr. | Datum            | Turnier       | Kategorie    | Belag             | Finalgegnerin     | Ergebnis      |
| --- | ---------------- | ------------- | ------------ | ----------------- | ----------------- | ------------- |
| 1.  | 20. Februar 1994 | Oklahoma City | WTA Tier III | Hartplatz (Halle) | Brenda Schultz    | 7:66, 7:64    |
| 2.  | 18. Juni 1994    | Eastbourne    | WTA Tier II  | Rasen             | Linda Harvey-Wild | 6:2, 6:4      |
| 3.  | 16. Juni 1996    | Birmingham    | WTA Tier III | Rasen             | Nathalie Tauziat  | 2:6, 6:4, 6:4 |